# Gustave Wappers
Pour les articles homonymes, voir Wappers.
Gustave Wappers, né le 23 août 1803 à Anvers et mort le 6 décembre 1874 à Paris, est un peintre belge d'inspiration romantique, historique et portraitiste. Il est considéré comme une figure majeure de la naissance du romantisme en Belgique et du renouveau du style flamand. Remarqué au Salon de Bruxelles de 1830, il produit alors un ensemble d'œuvres à sujet historique, avant de se consacrer au portrait à la fin de sa carrière, qu'il passe en France.
Il était également connu sous le nom flamand d'Egidius Karel Gustaf  Wappers sous lequel il signait ses œuvres,.

## Biographie

### Famille
Gilles Égide Charles Gustave Wappers naît le 23 août 1803 à Anvers, de Charles Jacques Wappers, négociant, et de Marie Marguerite Leonard. Il est alors de nationalité française, puisqu'Anvers est le chef-lieu du département des Deux-Nèthes. La famille Wappers est issue de l'échevinage d'Edam, avant de s'installer à Anvers. Son oncle, François Wappers Melis, est directeur des finances de la colonie néerlandaise des Indes orientales. Contrairement à ce dernier, Gustave Wappers refuse la nationalité néerlandaise lors de l'indépendance belge. 
Le 26 novembre 1840, il se marie avec Joanna Catherine Knight, fille d'un banquier d'origine britannique, établi à Anvers après Waterloo. Ils ont trois filles : l'aînée, Claire, épouse le capitaine Auguste Roussin-Elias, baron romain (sans postérité), la seconde, Marie, épouse Fernand Bertera, architecte, et la dernière, Gabrielle, l'avocat parisien Paul Dillais. La fille aînée de Marie et Fernand épousera un armateur des derniers grands voiliers :  Alexandre Bordes.

### Formation
Gustave Wappers s'initie à l'art de la peinture à l'Académie royale des beaux-arts d'Anvers où il est l'élève de Guillaume Herreyns et Mathieu-Ignace van Brée. Il échoue au prix de Rome et doit renoncer au séjour à la villa Médicis qui récompense les lauréats. Grâce à l'appui de son père, industriel et négociant prospère, il voyage en France et en Italie pour y enrichir son expérience artistique. Son séjour à Paris en 1826 lui permet ainsi d'introduire le mouvement romantique, alors essentiellement français, dans le futur royaume de Belgique. C'est de l'exaltation des événements et sentiments patriotiques que naît le romantisme belge.

### Les débuts
Au mois d'août 1830, Wappers expose un tableau par lequel il acquiert une renommée européenne. Il s'agit de Le Dévouement du bourgmestre de Leyde, peint l'année précédente. Pour la première fois, le thème d'une œuvre diffère de la mythologie grecque ou latine, et se place dans une ligne historique centrée sur le patriotisme de la nouvelle nation belge. Il est considéré à l'époque comme révolutionnant les thèmes de la peinture, tout en se plaçant dans la continuité de l'art flamand.
Le Salon de Bruxelles de 1830 marque la rupture avec le néo-classicisme d'inspiration française, engagée par Wappers.

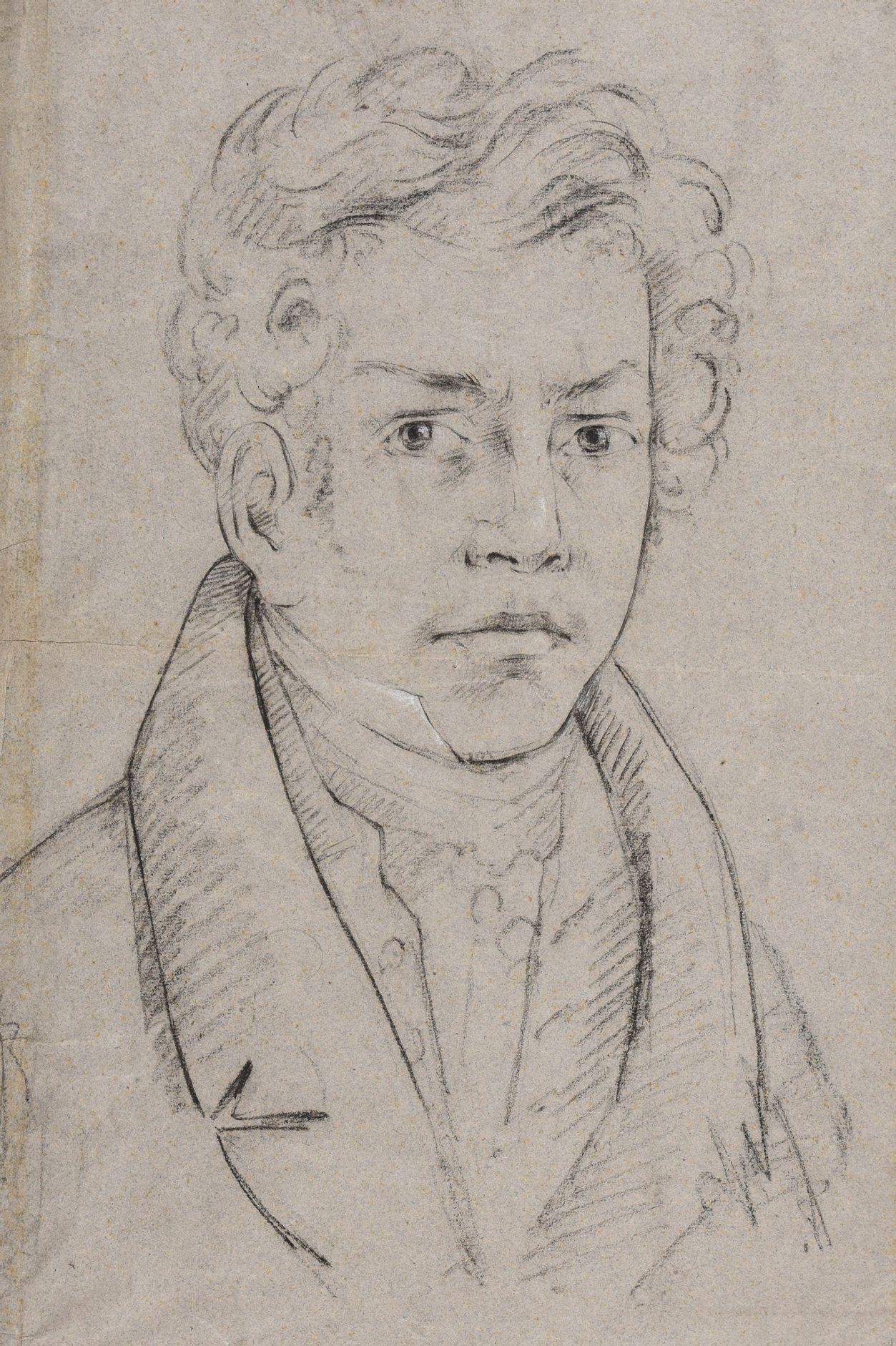
portrait de Wappers par Guillaume Herreyns

Bientôt, Wappers est nommé professeur à l'Académie royale des beaux-arts d'Anvers, dont il est originaire. La même année, en 1832, il devient premier peintre du roi Léopold Ier, dont l'estime pour le peintre est grande. Sa proximité avec le roi et son conseiller, le baron Jolly, lui permet de parrainer l'écrivain Henri Conscience et d'en faire connaître le talent.
Le 20 octobre 1833, il est fait chevalier de l'ordre de Léopold avec son cousin, également peintre, Eugène Verboeckhoven.

### L'atelier de Wappers
L'année 1839 est importante pour le peintre : il est nommé directeur de l'Académie d'Anvers en décembre, à la suite de l'exposition de son Épisode des Journées de septembre 1830 sur la Grand-Place de Bruxelles, au Salon d'Anvers de 1834. Il y réorganise les cours et agrandit le Musée, en plus du développement de son propre atelier.
Il a alors pour élèves Joseph Coomans, Joseph Laurent Dyckmans, Henri Hendrickx, le comte Lepic, Ferdinand Pauwels, Guillaume van der Hecht et Jozef Delin. Le 28 juillet 1844, Gustave Wappers est élu par acclamation à la fonction de directeur de la société royale des Beaux-Arts et de la Littérature de Gand. Étant aussi sculpteur, il enseigne à la cour d'Angleterre : à la reine Victoria et au prince de Galles.
En 1847, le roi Léopold Ier de Belgique le crée baron.
En 1853, il s'installe à Paris et donne sa démission du poste de directeur de l'Académie royale des beaux-arts d'Anvers, à la suite de tensions entre ses élèves. Il y travaillait déjà pour le compte du roi des Français Louis-Philippe qui lui confie des commandes d'État.  

Il s'agit notamment de la réalisation d'un tableau pour le nouveau musée de Versailles représentant La défense de Rhodes par les chevaliers de Saint-Jean de Jérusalem. Il reçoit à cette époque la croix de chevalier de la Légion d'Honneur, à titre militaire, car il était colonel chef de corps de la garde civique d'Anvers. 

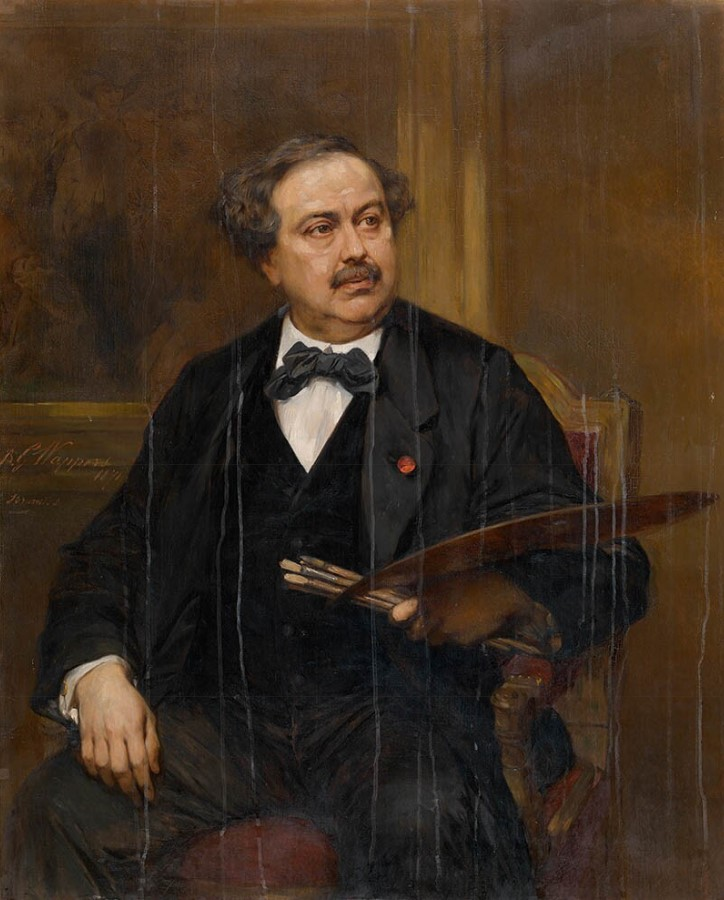
Gustave Wappers, autoportrait

S'étant fixé à Paris pendant une vingtaine d'années, il y meurt le 6 décembre 1874 et est enterré au cimetière de Montmartre (5e division). Son élève Ferdinand Lhérie avait gravé la plupart de ses œuvres.

## Distinctions et Hommages

### Décorations
- grand-croix de l'ordre de la Maison ernestine de Saxe
- commandeur de l'ordre de Léopold
- commandeur de l'ordre du Christ
- commandeur de l'ordre de Saint-Michel
- officier de la Légion d'honneur (le 20 janvier 1855)[15]
- chevalier de 3ème classe de l'ordre de l'Aigle rouge
- chevalier de l'ordre des Saints-Maurice-et-Lazare
- chevalier de l'ordre du Lion néerlandais

Une place à Schaerbeek et une rue à Bruxelles portent son nom. Une ancienne avenue d'Anvers s'appelait rue Wappers.

## Sélection d'œuvres
- 1827 : Antoine Van Dyck amoureux de son modèle ;
- 1829 : Le Dévouement du bourgmestre de Leyde (musées royaux des Beaux-Arts de Belgique) ;
- 1830 : Louise d'Orléans ;
- 1835 : Épisode des Journées de Septembre 1830 sur la place de l'Hôtel de ville de Bruxelles (musées royaux des Beaux-Arts de Belgique) ;
- 1838 : Les Frères de Witt en captivité (musée royal des Beaux-Arts d'Anvers) ;
- 1844 : La défense de Rhodes par les chevaliers de Saint-Jean de Jérusalem (musée de Versailles) ;
- 1849 : Boccace lisant le Décaméron à la reine Jeanne de Naples (musées royaux des Beaux-Arts de Belgique) ;
- 1854 : Jeune fille avec enfant (musée royal des Beaux-Arts d'Anvers) ;
- 1857 : Jeune artiste rêveur (musée royal des Beaux-Arts d'Anvers).

Œuvres de Gustave Wappers
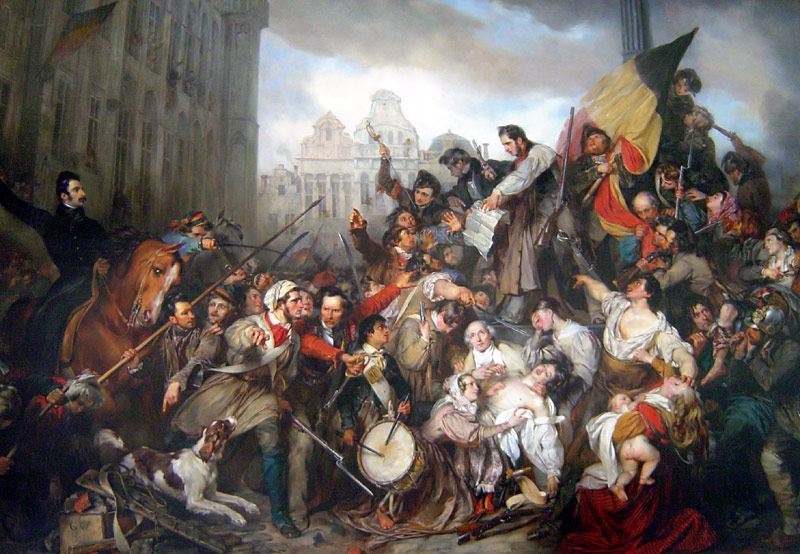
Épisode des journées de Septembre 1830, 1834, musées royaux des Beaux-Arts de Belgique (Bruxelles)
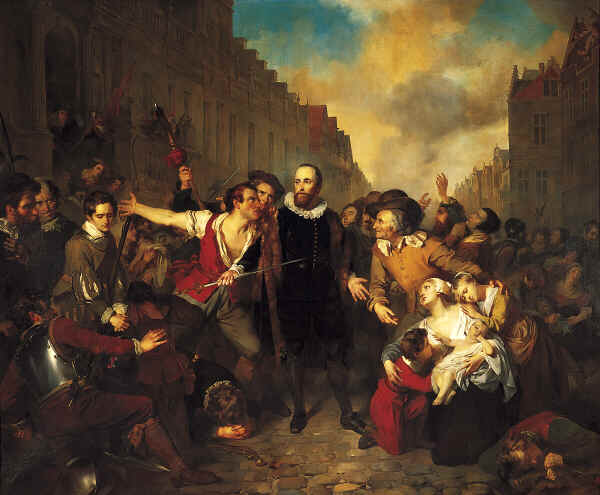
Le Dévouement du bourgmestre de Leyde (1829), Centraal Museum (Utrecht)